# Bram Douwes
Bram Douwes (Groningen, 6 maart 1984) is een Nederlandse presentator en journalist. Hij maakt de podcast en talkshow De Linkse Mannen Lossen Het Op.

## Carrière
Douwes groeide op in Groningen en zat op het Praedinius Gymnasium. In 2009 rondde hij zijn studie letterkunde af aan de Rijksuniversiteit Groningen. De presentator werkte van 2013 tot 2016 voor de regionale omroep RTV Noord. Van 2018 tot 2020 werkte hij bij Dagblad van het Noorden, hij is daarnaast programmamaker bij Usva. Begin 2020 maakte hij de overstap naar de landelijke televisie en presenteerde hij voor PowNed en was een tijdlang de vaste politieke commentator voor de talkshow M van Margriet van der Linden.

## Trivia
In 2021 nam de presentator deel aan het tv-programma De Slimste Mens. In de finale eindigde hij als tweede.
In 2025 deed Douwes opnieuw mee aan De Slimste Mens in een speciale finalistenreeks ter ere van het afscheid van Philip Freriks en Maarten van Rossem. Dit keer viel Douwes al na een aflevering af.